# 電子フライトバッグ
電子フライトバッグ（でんしフライトバッグ、英語: electronic flight bag, EFB）とは、航空機の搭乗員が携行する書類の量を削減するとともに、飛行管理をより容易かつ効率的に行うために用いられる情報機器である。汎用コンピュータである電子フライトバッグは、従来、パイロットがフライトバッグに入れて持ち運ばなければならなかった航空機の操縦マニュアル、搭乗員マニュアル、航空図などの参考資料を表示することができる。また、専用アプリケーションをインストールすることにより、離陸性能などを自動的に計算することもできる。
電子フライトバッグという名称は、フライトバッグと呼ばれる、古くからパイロットがコックピット内に持ち込んできた重い書類入れに由来している。その書類をデジタル形式に変換して収納した電子フライトバッグは、通常のノート型パソコンとほぼ同じ1〜5ポンド（0.5〜2.2キログラム）の重量しかなく、書類に比べると非常に軽い。電子フライトバッグの利点としては、重いフライトバッグを運ぶ労力を軽減できることや、書類の印刷を少なくすることで時間と経費を節減できることなどがある。また、自動計算を行うことで安全性を向上させるとともに、パイロットの負担を軽減することもできる。
電子フライトバッグに用いられるアプリケーションは、ボタンひとつで飛行に必要な情報を提供し、ノータム情報の変更、気象予報の変化、空港の使用制限やフライトの遅れなど、パイロットが日常的に直面する問題の解決に役立つように設計されている。
電子フライトバッグを使用することにより、最新のブリーフィング資料にアクセスし、飛行計画、気象情報およびノータム警報などについて、正確かつ信頼できる情報を入手できるようになる。また、飛行間に発生する各種事象、不安全、遅延または経路変更への対応が容易になる。
FAAの「アドバイザリ・サーキュラー」は、電子フライトバッグを「主としてコックピットまたはキャビンで使用することを目的とした電子ディスプレイ・システム」と定義している。
電子フライトバッグには、軍用バージョンも存在し、MIL規格のアプリケーションやデータに対応するだけではなく、秘匿性や耐環境性が向上され、暗視眼鏡を装着したままでも使用できるようになっている。
電子フライトバッグは、さまざまな航空データを表示するだけではなく、基本的な計算（性能データ、燃料消費量など）を行うこともできる。従来、これらの計算は、紙の参考資料や航空会社の「ディスパッチャー」から提供されたデータを用いて行なわれてきた。
大型ジェット機の場合、FAR（Federal Acquisition Regulation, 連邦調達規則）91.503により、機内に航空図を備え付けることが義務付けられている。電子フライトバッグに保存された航空図だけを用いて飛行する場合は、高高度の低気圧環境下においても継続的に使用できなければならない。このため、電子フライトバッグには、SSD（Solid State Drive）または気密構造を有するケースに格納されたハードディスクが用いられている。

## 歴史
電子フライトバッグは、1990年代の初頭、パイロットたちが個人所有のノート型パソコンとそれにインストールされている一般的なソフトウェア（表計算やワープロ）を用いて、重量バランスの計算や運用記録の記入を行ったことに始まる。電子フライトバッグが広く用いられた例としては、1991年にフェデックス社が市販のノート型パソコンを用いて、機内で性能計算を行うようにした「Airport Performance Laptop Computer」がある。また、1990年代の半ばからは、同じくフェデックス社が「Pilot Access Terminals」の機体への装備を開始した。当時最新であったこの器材は、耐空証明を取得した機体側のドッキング・ステーション（電力およびデータ・インターフェースを提供）に接続された一般的なノート型パソコンであった。1996年、ドイツのアエロロイド社は、性能計算および書類閲覧用に2台のノート型パソコンを導入した。西ドイツ民間航空局の承認を得たそのシステムは、FMD（Flight Management Desktop）と呼ばれ、コックピットからRTOW（Regulated takeoff weight, 許容離陸重量）の計算シートを含むすべての書類を無くすことができた。サウスウエスト航空などの他の航空会社もパソコンの「持ち込み」を始めるようになったが、実際には、そのコンピュータは機体に搭載されたままにされることが多かった。これに対し、ジェットブルー航空のアプローチは、それと異なっていた。（航空機にではなく）パイロットに支給したノート型パソコンに、すべての運用文書を電子フォーマットに変換し、ネットワークを介して配布できるようにしたのである。フライトバッグの中身をすべて提供できる、本当の電子フライトバッグとしての機能を有する最初のものは、1999年にアンジェラ・マソンが特許を取得した「Electronic Kit Bag (EKB)」 であった。2005年、最初の民間用のクラス2の電子フライトバッグの追加型式証明（Supplemental Type Certificate, STC）(STC No. ST03165AT)がアビオニクス・サポート・グループ社に発行され、「navAero」と呼ばれる電子フライトバッグコンピューターおよびタッチスクリーン・ディスプレイ・システムの開発を目的とした搭載が認められた。搭載された機体は、マイアミ航空のボーイング737ネクストジェネレーションであった。この電子フライトバッグは、マイアミ航空の施設に設置されたターミナル・ワイヤレス・ユニット（Terminal Wireless Unit, TWLU）によって、サーバー上で更新されたファイルのみがアップデートされるようになっていた。2006年、マイトラベルグループ（現在は、トーマス・クック航空と合併）がGPRSを用いた電子ログブックを初めて採用した。トーマス・クック航空は、英国の機体で、電子フライトバッグの運用実績を重ねた。
2009年、コンチネンタル航空が、ジェプセン社製航空地上エリア・ムービング・マップを用いて、クラス2の電子フライトバッグに自機位置を表示することに成功した。このシステムは、「navAero」電子フライトバッグシステムと呼ばれた。高解像度のデータベースを用いたエリア・ムービング・マップ・アプリケーションは、飛行場図の表示を劇的に変化させた。GPS技術を用いることにより、パイロットの位置（自機位置）を飛行場図上に表示することができるのである。その結果、安全上きわめて重要な、機体位置・状況の把握が容易になり、特に滑走路や誘導路が複雑に配置された、混雑した民間空港において、滑走路への誤進入などを防止することに役立った。「navAero」電子フライトバッグシステムを認可した追加型式証明（ST02161LA）は、また、デュアル電子フライトバッグシステムについても規定しており、ある電子フライトバッグが他の電子フライトバッグとエリア・ムービング・マップを共有する（プッシュする）ことを可能にした。
パソコンがよりコンパクトかつ高性能になるに従い、全世界の航空地図を3ポンド（1.4キログラム）の電子フライトバッグに保管することが可能となった。紙地図の場合、全世界の航空地図の総重量は80ポンド（36キログラム）に達する。リアルタイムの衛星気象情報やGPSとの統合などの新しい技術が、電子フライトバッグの性能をさらに向上させてきた。しかしながら、大きな民間航空会社が抱える電子フライトバッグシステムの主要な問題点は、機体に搭載するハードウェアではなく、電子フライトバッグのデータのアップグレードを確実かつ効率的に配布する手段であった。
大規模な定期航空会社への電子フライトバッグの普及は遅れがちであったものの、1999年以降、規制が緩和され、コスト回収が容易になったことから、企業の運用者たちは、電子フライトバッグの採用を急速に進めるようになった。
アメリカ空軍特殊作戦コマンドは、3,000台以上のiPadベースの電子フライトバッグを調達し、2012年に全世界の部隊に供給した。同様に、アメリカ空軍航空機動軍団は、最大18,000台のiPadベースの電子フライトバッグの調達について契約を締結した。アメリカ空軍特殊作戦コマンドは、アメリカ国家地球空間情報局（National Geo-Spatial Intelligence Agency, NGA）のフライト・インフォメーション・パブリケーション（Flight Information Publications, FLIP）の月次データセットを全世界のユーザーに対し確実に転送する方法を確立した。アメリカ空軍のこれら2つの主要コマンドは、それぞれ別個の手法により、電子フライトバッグを継続的に運用できる環境を整えた。
デルタ航空は、2011年にiPadを電子フライトバッグとして試験的に用いていたが、2013年8月にMicrosoft Surface2をパイロットたちに配布した。この際、これまで許可してきた、個人用のタブレットを電子フライトバッグとして使用することを禁止した。デルタ航空は、2014年2月までにFAAの承認を得て、2014年5月までにすべてのパイロットにタブレットを供給する予定である。電子フライトバッグとしてiPadを使用した場合に懸念されていた破損のリスクは、頑丈なケースを設計することにより解決された。

## ハードウェア
電子フライトバッグは、3つのハードウェアクラスと3つのソフトウェアタイプに区分される。
参考：最新かつ正確な情報については、FAAのアドバイザリー・サーキュラー（AC120-76D）、EASA（European Union Aviation Safety Agency, 欧州航空安全機関）のアクセプタブル・ミーンズ・オブ・コンプライアンス（AMC 20-25）およびFAA Order 8900.1 検査官ハンドブック（特に第4巻第15章）を参照すること。
注意：今後、ＡC120-76Dが発行されたならば、電子フライトバッグのハードウェアの区分（下記）は廃止される予定である。電子フライトバッグは、単純に「携帯型」と「搭載型」に区分されることになるであろう。「携帯型」は現在のクラス1と2の区分を統合したものとなり、「搭載型」はクラス3と同等のものとなる。この改正は、混乱を軽減し、既に発行されているEASEやICAOのガイダンスとの整合性を図ることを目的としている。
電子フライトバッグのハードウェア上のクラス区分は、次のとおり：
- クラス1 - ノート型パソコンまたは携帯情報端末などの一般的な市販品を用いたもの。これらの機器は固定されずに使用され、離着陸時には、通常、格納される。クラス1の電子フライトバッグは、ポータブル電子機器とみなされる。コックピットiPadのようなクラス1の電子フライトバッグは、視認可能な状態で固定されていれば、離着陸時においても、タイプBのアプリケーションの表示に用いることができる。
- クラス2 - 同じくポータブル電子機器であるが、民生品を改修したもの、または専用品のもの。電子フライトバッグの固定、電力供給（機体電力を主体）またはデータ接続には、通常、追加型式証明、型式証明または設計変更が必要となる。（参考：FAA Order 8900.1）
- クラス3 - 「搭載機器」として扱われ、耐空性の要求事項に準拠する必要があるもの。ポータブル電子機器とは異なり、機体設計の管理下に置かれることになる。ハードウェアは、RCTA（Radio Technical Commission for Aeronautics）のDO-160規格のE要求事項（ノン・エッセンシャル・エキップメント-通常のクラッシュ・セーフティおよび伝導・放射性エミッション試験）を満たさなければならない。クラス3の電子フライトバッグは、追加型式証明などの耐空性承認を受けたうえで搭載されるのが通常である。

## アプリケーション
電子フライトバッグには、幅広い分野のアプリケーションがインストール可能であり、それらは3つのカテゴリーに分類される。
（実際にインストールされているアプリケーションの一覧については、AC 120-76を参照）
- タイプA
  - ドキュメント・ビューワー（PDF、HTML、XMLフォーマット）などの静的アプリケーション
  - フライトクルーの操作マニュアル、および空港のノータムのようなその他の印刷された文書。
- タイプB
  - 画像の切り替え、拡大、スクロールなどが可能な静的または動的な電子チャート（AC 120-76別紙B参照）
- タイプC
  - 例：技術基準書に準拠した空港ムービング・マップおよびADS-Bシステムの一部機能

注意：タイプCのアプリケーションは、DO-178()/ED-12()に準拠して開発され、耐空性要求事項に準拠したものでなければならない。タイプCのアプリケーションは、クラス3の電子フライトバッグで使用されなければならない。
注意：今後、AC 120-76Dが発行されたならば、タイプCのアプリケーションに関する規定は削除され、その機能は電子フライトバッグの機能以外のものとして取り扱われる。

## 規制
FAAは、クラス1、クラス2およびクラス3の電子フライトバッグを、パイロットに携行が義務付けられている紙のマニュアルの代替とすることを認めている。パート91の運用者（事業用飛行を行わない個人および企業の運用者）は、クラス1およびクラス2の電子フライトバッグ（パーソナル電子機器）を機長の権限で使用することができるが、パート135の運用者（航空会社の運用者）は、OpSpecs（航空機型式、主基地その他運航にあたっての制限等に関する規程）に規定を追加し、その承認を受けなければならない。
電子フライトバッグのユーザーおよび取り付け実施者には、最新のFAA検査官用ガイダンスを確認することが求められている。電子フライトバッグの運用権限および耐空性承認のための要求事項に関するガイダンスは、FAAにより公表されている。
FAAのアドバイザリ・サーキュラーAC 120-76Aの意図を明確にするため、新しい検査官用ハンドブックには、以下の要求事項が記載されている。
- クラス1またはクラス2のパーソナル電子機器は、RTCA（Radio Technical Commission for Aeronautics, 航空無線技術委員会）DO-160Eが定める急速減圧試験の要求事項を満たさなければならない。
- クラス1またはクラス2で用いられるポータブル電子機器のデータ接続は、追加型式証明、型式証明または設計変更に従って行われなければならない。
- クラス1およびクラス2に用いられるポータブル電子機器の取付は、追加型式証明、型式証明または設計変更に従って行われなければならない。
- 電子航空図用ソフトウェアは、地面上の自機位置の表示について、AC 120-76CおよびTSO C-165の要求事項を満足するものでなければならない。
- 電子航空図用ソフトウエアは、クラス1またはクラス2方式においては、飛行中の自機位置の表示が禁止されている。